# Бабаджан-Даре
Бабаджан-Даре (перс. باباجان دره) — село в Ірані, у дегестані Коджід, у бахші Ранкух, шагрестані Амлаш остану Ґілян. За даними перепису 2006 року, його населення становило 13 осіб, що проживали у складі 4 сімей.

## Клімат
Середня річна температура становить 8,95 °C, середня максимальна – 23,98 °C, а середня мінімальна – -7,68 °C. Середня річна кількість опадів – 389 мм.
| Клімат поселення                              | Клімат поселення | Клімат поселення | Клімат поселення | Клімат поселення | Клімат поселення | Клімат поселення | Клімат поселення | Клімат поселення | Клімат поселення | Клімат поселення | Клімат поселення | Клімат поселення | Клімат поселення |
| Показник                                      | Січ.             | Лют.             | Бер.             | Квіт.            | Трав.            | Черв.            | Лип.             | Серп.            | Вер.             | Жовт.            | Лист.            | Груд.            |                  |
| Середній максимум, °C                         | 2,80             | 3,46             | 5,98             | 12,47            | 17,90            | 22,03            | 23,98            | 23,75            | 19,98            | 16,49            | 10,60            | 4,58             |                  |
| Середня температура, °C                       | −2,44            | −1,78            | 0,74             | 7,23             | 12,66            | 16,79            | 19,78            | 19,54            | 15,80            | 12,29            | 6,42             | 0,41             |                  |
| Середній мінімум, °C                          | −7,68            | −7,02            | −4,5             | 2,00             | 7,43             | 11,56            | 15,58            | 15,34            | 11,60            | 8,10             | 2,21             | −3,79            |                  |
| Норма опадів, мм                              | 34               | 37               | 60               | 48               | 41               | 16               | 13               | 11               | 16               | 35               | 38               | 40               |                  |
| Середньомісячна швидкість вітру, м/с          | 2.00             | 2.54             | 2.70             | 2.93             | 2.30             | 1.89             | 1.95             | 1.94             | 1.81             | 1.86             | 2.26             | 2.04             |                  |
| Середньомісячна сонячна радіація, кДж/м²·день | 7818             | 10246            | 12648            | 16698            | 20432            | 22822            | 22834            | 20226            | 17142            | 12525            | 9366             | 7441             |                  |
| --------------------------------------------- | ---------------- | ---------------- | ---------------- | ---------------- | ---------------- | ---------------- | ---------------- | ---------------- | ---------------- | ---------------- | ---------------- | ---------------- | ---------------- |
| Джерело:                                      |                  |                  |                  |                  |                  |                  |                  |                  |                  |                  |                  |                  |                  |